# Герб на Социалистическа федеративна република Югославия
Гербът на Социалистическа Федеративна Република Югославия (от хералдическа гледна точка – емблема) представлява шест факли, окръжени от два снопа житни класове, свързани на върха с червена петолъчка. Шестте факли символизират шестте съюзни републики, а огънят, който образуват – братството и единството на югославските народи на: Босна и Херцеговина, Македония, Сърбия, Словения, Хърватско и Черна гора. Гербът на СФР Югославия е приет на 29 ноември 1943 в град Яйце на втората среща на АВНОЮ. Тази дата е обявена и за национален празник на Югославия след Втората световна война.

## Версии

### Първа версия (1946 – 1963)
Гербът е по проект на художника Джордже Андреевич Кун. Приет е заедно с Конституцията от 1946 г.

### Втора версия (1963 – 1991)
През 1963 г. заедно със смяната на името от Народна на Социалистическа се сменя и гербът.
5-те факли стават 6, като се променя и символиката им. Преди са представлявали 5-те конституционни народа, но след установяването на мюсюлманския народ в Босна, 6-те факли символизират 6-те републики, влизащи във федерацията.